# Лана, Хосе
Хосе Мария Лана Фернандес (исп. José María Lana Fernández; 1 февраля 1975, Мьерес, Астурия, Испания) — испанский футбольный тренер.

## Биография
В начале своей тренерской карьеры работал помощником у Анхеля Вьядеро в «Бургосе» и в «Расинге». С 2022 года работал в системах юниорских и молодежной сборной Испании. В конце июля 2024 года Лана привел испанцев к победе на Чемпионате Европы до 19 лет.
В конце августа того же года специалист стал главным тренером сборной Сирии, подписав с ней трехлетний контракт.

## Достижения
Сборная Испании (до 19 лет)
- Победитель чемпионата Европы (до 19 лет): 2024